# Auckland Darts Masters
| Auckland Darts Masters | Auckland Darts Masters                                              |
| ---------------------- | ------------------------------------------------------------------- |
| Sportart               | Darts                                                               |
| Organisator            | PDC                                                                 |
| Turnierart             | Einladungsturnier                                                   |
| Austragungsort         | Trusts Stadium, Auckland                                            |
| Austragungszeitraum    | August                                                              |
| Rekordsieger           | Adrian Lewis Gary Anderson Kyle Anderson Michael van Gerwen (je 1×) |
| letzter Sieger         | Michael van Gerwen                                                  |
| Letzte Austragung      | 2018                                                                |

Das Auckland Darts Masters war ein Turnier im Darts, das von der PDC organisiert wurde. Es war von 2015 bis 2018 Bestandteil der World Series of Darts. Austragungsort war die Trusts Arena in Auckland.
Letzter Titelträger wurde der Niederländer Michael van Gerwen, der das Finale der Auflage 2018 mit 11:4-legs gegen seinen Landsmann Raymond van Barneveld gewann.

## Format
Das Teilnehmerfeld besteht aus 8 – 16 Spielern. Acht davon sind gesetzt und die anderen acht ggf. ungesetzt.
Vor der Saison werden zusätzlich zu den Top 6 der PDC Order of Merit zwei weitere Wildcards vergeben. Diese acht Spieler bilden bei jedem Turnier der World Series-Serie die acht gesetzten Spieler. Zudem haben acht Spieler aus Ozeanien die Möglichkeit, sich als ungesetzte Spieler zu qualifizieren.
Das Turnier wird im K.-o.-System gespielt. In der 1. Runde ist der Spielmodus ein best of 11 legs. Das Viertelfinale wird im best of 19 legs-Modus, die Halbfinals und das Finale im best of 21 legs-Modus gespielt.

## Preisgeld
Das Preisgeld des Auckland Darts Masters wurde nicht offiziell bekannt gegeben.
Da es sich um ein Einladungsturnier handelt, werden die erspielten Preisgelder bei der Berechnung der PDC Order of Merit nicht berücksichtigt.

## Finalergebnisse
| Jahr | Austragungsort           | Sieger             | Ergebnis | Finalist              | Sponsor          | Preisgeld  | Preisgeld |
| Jahr | Austragungsort           | Sieger             | Ergebnis | Finalist              | Sponsor          | Gesamt     | Sieger    |
| ---- | ------------------------ | ------------------ | -------- | --------------------- | ---------------- | ---------- | --------- |
| 2015 | Trusts Stadium, Auckland | Adrian Lewis       | 11 : 10  | Raymond van Barneveld | TAB, Burger King | NZ$220.000 | NZ$70.000 |
| 2016 | Trusts Stadium, Auckland | Gary Anderson      | 11 : 7   | Adrian Lewis          | TAB, Burger King | n. A.      | n. A.     |
| 2017 | Trusts Stadium, Auckland | Kyle Anderson      | 11 : 10  | Corey Cadby           | TAB, Burger King | 0£60.000   | 0£20.000  |
| 2018 | Trusts Stadium, Auckland | Michael van Gerwen | 11 : 4   | Raymond van Barneveld | TAB, Burger King | 0£60.000   | 0£20.000  |